# Монгольско-украинские отношения
Монгольско-украинские отношения — двусторонние дипломатические отношения между Монголией и Украиной, установленные 21 января 1992 года. У стран нет посольств в столицах — связь с Монголией поддерживается Посольством Украины в Китае и Монголии (по совместительству). Интересы Монголии на Украине представляются Посольством Монголии в Польше и Консульским агентством Монголии в Киеве.

## Договорно-правовая база
- Договор о дружественных отношениях и сотрудничестве между Украиной и Монголией (1992)[2];
- Совместное заявление по итогам официального визита президента Монголии в Украине (2002);
- Совместное заявление президентов Украины и Монголии (2003);
- Совместное заявление о развитии партнерских отношений между Украиной и Монголией (2011).

Всего насчитывается 65 документов.

## Политические отношения
Отношения между Украиной и Монголией развиваются уже довольно давно — страны плодотворно сотрудничали ещё во времена СССР. Сейчас между государствами действует безвизовый режим. Диалог на высоком уровне имеет стабильный и доброжелательный характер, главы государств регулярно совершали визиты друг к другу, а также встречались во время во время проведения «Саммита тысячелетия» в Нью-Йорке (2000), официальных мероприятий по случаю 60-летия со дня образования Израиля (Иерусалим, май 2008), в рамках 64-й сессии Генеральной Ассамблеи ООН (Нью-Йорк, сентябрь 2009), а также в рамках Всемирного экономического форума в Давосе (январь 2011).
Главные политические события
- 19 сентября 2012 — в Улан-Баторе состоялся очередной раунд политических консультаций на уровне заместителей министров иностранных дел Украины и Монголии.

- 28—30 апреля 2013 — заместитель Министра иностранных дел Украины посетил Монголию с целью участия в 7-й Министерской конференции «Сообщества демократий».
- 24 апреля 2015 — в Верховной раде Украины была создана депутатская группа по межпарламентским связям с Монголией в составе 6 человек. Межпарламентская группа дружбы Монголия-Украина существует и в Великом государственном хурале и также насчитывает 6 человек.

- 16—18 сентября 2015 — представители Постоянной делегации Верховной Рады Украины в Парламентской ассамблее ОБСЕ приняли участие в работе 14-й ежегодной осенней сессии ПА ОБСЕ в Улан-Баторе[4].

## Экономические отношения
Межправительственная украинско-монгольская Комиссия по вопросам торгово-экономического и научно-технического сотрудничества является органом, осуществляющим координацию двустороннего торгово-экономического сотрудничества между странами.
Монголия импортирует из Украины:
- сахар и кондитерские изделия;
- какао и какао-продукты;
- табак;
- железнодорожные локомотивы;
- зерновые продукты;
- бумага и картон;
- машины и котлы.

Украина импортирует из Монголии соль, серу и камни.